# Carl Sassenrath

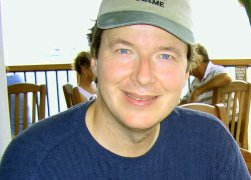
Carl Sassenrath (2004)

Carl Sassenrath (* 1957) ist einer der Kern-Entwickler von AmigaOS und der Erfinder von REBOL. 
Er gründete 1997 REBOL Technologies, womit er seine selbstentwickelte Programmiersprache verbreitet. Carl Sassenrath ist seit mehr als 20 Jahren ein bedeutender Entwickler von Computersprachen und Betriebssystemen sowie Netzwerkcomputing. 1985, nachdem er den Kern des Amiga-Multitasking-Betriebssystems („Exec“) fertiggestellt hatte, wurde er bei Apple, HP und Commodore hauptverantwortlicher Programmierer. Er war auch Gründer und Präsident von Pantaray und American Multimedia sowie Mitbegründer des Unternehmens Videostream Inc. Sassenrath leitete die Entwicklung von Internet-Set-Top-Boxen für Fernseher und CDTV (die erste Set-Top-Box mit CD-ROM-Laufwerk).
Er studierte an der Universität von Kalifornien und lebt heute in Ukiah.